# Southern Exposure 2022
Questa voce raccoglie le informazioni riguardanti i Southern Exposure nelle competizioni ufficiali della stagione 2022.

## Stagione
I Southern Exposure partecipano al loro secondo campionato NVA, classificandosi al terzo posto nell'American Conference: partecipano quindi ai play-off scudetto, venendo eliminati ai quarti di finale dai Texas Tyrants.

## Organigramma societario
Area direttiva
- Presidente: Orlando Catalan, Tony Glessner

Area tecnica
- Allenatore: Orlando Catalan, Tony Glessner

## Rosa
| N° | Nome               | Ruolo | Data di nascita   | Nazionalità sportiva |
| -- | ------------------ | ----- | ----------------- | -------------------- |
| 1  | Tyler Hubbard-Neil | S     | 8 febbraio 1996   | Stati Uniti          |
| 2  | Edward Moushikhian | S     | 8 luglio 1994     | Stati Uniti          |
| 3  | Mike Pelletier     | P     | 15 settembre 1991 | Stati Uniti          |
| 4  | Samuel Laracuente  | S     | 7 luglio 1978     | Porto Rico           |
| 5  | Johnny Gomez       | L     | 18 maggio 1995    | Stati Uniti          |
| 6  | Jan Solivan        | O     | 25 febbraio 1998  | Porto Rico           |
| 7  | Lev Girshfeld      | S     | 10 gennaio 1989   | Stati Uniti          |
| 8  | Timothy Lourich    | C     | 26 luglio 1993    | Stati Uniti          |
| 9  | Chad Mercado       | O     | 28 agosto 1989    | Stati Uniti          |
| 11 | Samuel Burgi       | S     | 15 agosto 2000    | Stati Uniti          |
| 12 | Uchenna Ofoha      | C     | 16 giugno 1994    | Canada               |
| 13 | Jon Andrews        | S     | 8 maggio 1998     | Stati Uniti          |
| 14 | Jakub Ciesla       | O     | 28 marzo 1994     | Stati Uniti          |
| 15 | Derek Sullivan     | P     | 22 aprile 1994    | Stati Uniti          |
| 16 | Langston Payne     | C     | 1º aprile 1996    | Stati Uniti          |
| 17 | David Specian      | P     | -                 | Stati Uniti          |
| 18 | Neal Stanley       | S     | 13 maggio 1991    | Stati Uniti          |
| 19 | Evan McDonough     | C     | 6 giugno 1997     | Stati Uniti          |
| 20 | Tony Glessner      | L     | 9 settembre 1987  | Stati Uniti          |

## Statistiche

### Statistiche di squadra
| Competizione | Punti | In casa | In casa | In casa | In trasferta | In trasferta | In trasferta | Totale | Totale | Totale |
| Competizione | Punti | G       | V       | P       | G            | V            | P            | G      | V      | P      |
| ------------ | ----- | ------- | ------- | ------- | ------------ | ------------ | ------------ | ------ | ------ | ------ |
| NVA          | 13    | 0       | 0       | 0       | 0            | 0            | 0            | 11     | 4      | 7      |
| Totale       | -     | 0       | 0       | 0       | 0            | 0            | 0            | 11     | 4      | 7      |

G = partite giocate; V = partite vinte; P = partite perse

### Statistiche dei giocatori
| Giocatore       | NVA | NVA | NVA | NVA | NVA | Totale | Totale | Totale | Totale | Totale |
| Giocatore       | P   | PT  | AV  | MV  | BV  | P      | PT     | AV     | MV     | BV     |
| --------------- | --- | --- | --- | --- | --- | ------ | ------ | ------ | ------ | ------ |
| J. Andrews      | ?   | 5   | 4   | 0   | 1   | ?      | 5      | 4      | 0      | 1      |
| S. Burgi        | ?   | 13  | 13  | 0   | 0   | ?      | 13     | 13     | 0      | 0      |
| J. Ciesla       | ?   | 18  | 13  | 2   | 3   | ?      | 18     | 13     | 2      | 3      |
| L. Girshfeld    | ?   | 36  | 33  | 2   | 1   | ?      | 36     | 33     | 2      | 1      |
| T. Glessner     | ?   | ?   | ?   | ?   | ?   | ?      | ?      | ?      | ?      | ?      |
| J. Gomez        | ?   | 0   | 0   | 0   | 0   | ?      | 0      | 0      | 0      | 0      |
| T. Hubbard-Neil | ?   | 76  | 67  | 3   | 6   | ?      | 76     | 67     | 3      | 6      |
| S. Laracuente   | ?   | 0   | 0   | 0   | 0   | ?      | 0      | 0      | 0      | 0      |
| T. Lourich      | ?   | 70  | 51  | 12  | 7   | ?      | 70     | 51     | 12     | 7      |
| C. Mercado      | ?   | 27  | 27  | 0   | 0   | ?      | 27     | 27     | 0      | 0      |
| E. McDonough    | ?   | 36  | 30  | 5   | 1   | ?      | 36     | 30     | 5      | 1      |
| E. Moushikhian  | ?   | 74  | 64  | 6   | 4   | ?      | 74     | 64     | 6      | 4      |
| U. Ofoha        | ?   | 92  | 67  | 20  | 5   | ?      | 92     | 67     | 20     | 5      |
| M. Pelletier    | ?   | 33  | 23  | 8   | 2   | ?      | 33     | 23     | 8      | 2      |
| L. Payne        | ?   | 60  | 43  | 15  | 2   | ?      | 60     | 43     | 15     | 2      |
| J. Solivan      | ?   | 42  | 38  | 2   | 2   | ?      | 42     | 38     | 2      | 2      |
| D. Specian      | ?   | 20  | 5   | 6   | 9   | ?      | 20     | 5      | 6      | 9      |
| N. Stanley      | ?   | 7   | 7   | 0   | 0   | ?      | 7      | 7      | 0      | 0      |
| D. Sullivan     | ?   | 18  | 9   | 7   | 2   | ?      | 18     | 9      | 7      | 2      |

P = presenze; PT = punti totali; AV = attacchi vincenti; MV = muri vincenti; BV = battute vincenti